# Field-Recordings
Field-Recordings ist eine Filmproduktionsfirma in Köln, die hauptsächlich Dokumentarfilme für Kino und Fernsehen produziert. Inhaber sind Christian Becker und Oliver Schwabe.

## Geschichte
2002 gründen Christian Becker und Oliver Schwabe „field recordings“. Die Regisseure arbeiten unter diesem Label als Regie- und Autorenduo an Spielfilmen zusammen.
Ihr erster, von Wim Wenders produzierter Kinospielfilm Egoshooter, in dem Tom Schilling einen orientierungslosen Jugendlichen spielt, der ein Videotagebuch führt, kam 2005 in die Kinos. Ihr zweiter gemeinsamer Kinospielfilm Zarte Parasiten mit Robert Stadlober in der Hauptrolle, erzählt die Geschichte eines Pärchens, das sich als Dienstleister durchschlägt. Der Film feierte 2009 auf den Internationale Filmfestspiele von Venedig 2009 seine Weltpremiere.
2007 gründen Oliver Schwabe und Christian Becker die field recordings filmproduktion, die vorwiegend Dokumentarfilme und hybride Mischformen in der Verbindung von Dokumentation und Fiktion produziert. Rechtlich wird das Unternehmen von der Becker/Schwabe GbR getragen.

## Produktionen
- 2014: Von Der Beraubung der Zeit (Dokumentarfilm, 79 min/Regie, Buch: Daniel Poštrak und Jörn Neumann)[4]
- 2015: Der Bruder (Kurzspielfilm, Regie, Buch: Christian Becker & Oliver Schwabe, Kamera: Oliver Schwabe)[5]
- 2016: Exodus – Berichte von vier unbegleiteten minderjährigen Flüchtlingen (Dokumentarfilm, 60 min, Regie/Buch: Oliver Schwabe)[6]
- 2018: Asi mit Niwoh – Die Jürgen Zeltinger Geschichte (Dokumentarfilm: Buch, Regie)[7]
- 2019: Die Liebe frisst das Leben – Tobias Gruben, seine Lieder und die Erde (Dokumentarfilm: Regie, Buch)[8]
- 2020: Die Rückkehr der Autokinos (WDR, Dokumentarfilm, 90 min, Regie/Buch: Oliver Schwabe)[9]
- 2021: Lydia (Kurzfilm, Regie, Buch: Christian Becker)[10]
- 2021: Sweet Disaster (Kinospielfilm, Regie: Laura Lehmus, Buch: Ruth Toma, Produktion: Zeitgeist Filmproduktion, Ko-Produktion: field recordings filmproduktion, in Zusammenarbeit mit ARTE und dem ZDF – Das kleine Fernsehspiel.)[11]
- 2024: Die Grube (Kurzspielfilm, zusammen mit Oliver Schwabe, Buch, Regie, Schnitt, Produzent)
- 2025: Ab Morgen bin ich mutig (Kinospielfilm, Buch/Regie: Bernd Sahling, eine Zeitgeist Filmproduktion in Koproduktion mit field recordings filmproduktion) - Koproduzent

## Auszeichnungen
- 2016: Nominierung Der Bruder, Internationale Kurzfilmtage Oberhausen, NRW Best Short[5]
- 2016: Nominierung Der Bruder, Bamberger Kurzfilmtage, Competition Best Short, Der Bruder[12]
- 2016: Nominierung Der Bruder, 5th Festival Int'l de Cine de Hermosillo, Sonora, Mexico, Competition Best Short[13]
- 2016: Nominierung Der Bruder, La Cabina – Festival Internacional de Mediometrajes de Valencia, Competition Best international Short[14]
- 2016: Nominierung Der Bruder, International Figari Film Fest – Competition Best Actor Daniel Michel[15]
- 2018: Nominierung Filmpreis NRW beim Film Festival Cologne für den Besten Dokumentarfilm Asi mit Niwoh – die Jürgen Zeltinger Geschichte[16]
- 2018: Nominierung Deutscher Menschenrechtsfilmpreis für Exodus – Berichte von vier unbegleiteten minderjährigen Flüchtlingen[17]
- 2019: Nominierung Filmpreis NRW beim Film Festival Cologne für den Besten Dokumentarfilm Die Liebe frisst das Leben[18]
- 2020: Deutscher Dokumentarfilmpreis für den Besten Musik-Dokumentarfilm Die Liebe frisst das Leben – Tobias Gruben, seine Lieder und die Erde[19]
- 2021: Preis NRW Competition für LYDIA bei den 67. Internationalen Kurzfilmtagen Oberhausen[20]
- 2021: Preis der Stadt Duisburg für LYDIA bei der 45. Duisburger Filmwoche
- 2024: Best Director für DIE GRUBE, 15. Baku International Filmfestival